# Noél Alm Johansson
Noél Alm Johansson, född 24 december 1969, är en svensk tränare i innebandy. Han började sin tränarkarriär 1990 i Ekeby IBK. Säsongen 2023/24 är han huvudtränare för Storvreta IBK:s damlag i Allsvenskan.

## Meriter
- 1 SM-guld[2]
- 1 Guld Champions Cup
- 3 SM-brons
- 5 SM-silver
- 1 SM-guld distriktslaget F17
- 1 SM-brons distriktslaget F17